# Refúgio Marco e Rosa
Refúgio Marco e Rosa é o nome porque é conhecido o conjunto de dois refúgios de montana situados na Cordilheira Bernina mais do lado da Itália na fronteira Itália-Suíça, e perto do piz Bernina (Suíça) e do Cresta Güzza (Itália).

## Características
A 3 609 m de altitude, situados na Lombardia, comuna de Sondrio, pertencem ao Clube alpino italiano que o construiu e inaugurou o primeiro a 14 de Setembro de 1913 e o segundo em 1964.
O refúgio de verão é o que se encontra a 3 609 m e está guardado entre Junho e Setembro, enquanto o de inverno, a 3 597 m, não é guardado e é o mais antigo. Em conjunto têm uma capacidade de 86 leitos

## Acesso
A via de acesso mais frequente consiste em pernoitar no refugio Diavolezza e  depois de atravessar o terraço da Bellavista e a Cresta Güzza.

## Ascensões
A partir destes refúgios de montanha pode aceder-se a:
- Piz Bernina - 4 049 m, 2 h ;
- Piz Scerscen - 3 971 m, 2 a 3 h ;
- Piz Roseg - 3 937 m, 6 h ;
- Crast' Agüzza - 3 854 m, 1 h 30 ;
- Piz Argient - 3 945 m, 2 h ;
- Piz Zupò - 3 996 m, 2 h 30 ;
- Piz Palü - 3 905 m, 3 a 4 h.